# Histoire des Juifs en Géorgie
Le judaïsme en Géorgie est, avec moins de 10 000 membres (dont 3 000 pratiquants), la plus faible des trois religions abrahamiques présentes (0,1 % de la population), mais il a compté 10 à 20 fois plus de fidèles tout au long de l'histoire géorgienne.

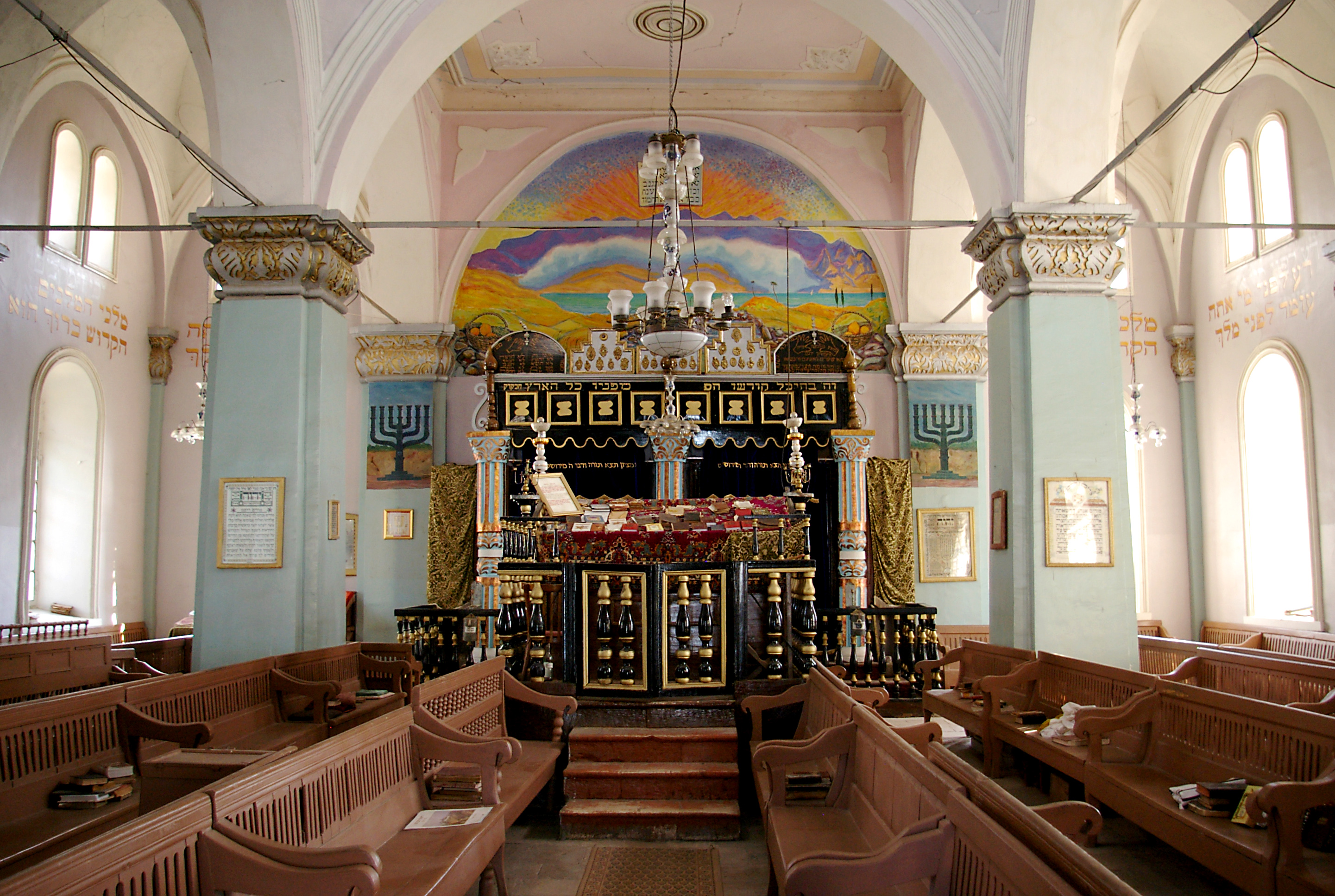
Synagogue de la ville d'Oni

## La légende
Les Chroniques géorgiennes, font état de la légende selon laquelle le peuple géorgien « vénérait déjà le Dieu d'Israël » quand il apprit la nouvelle de la traversée de la Mer Rouge par les Juifs menés par Moïse, soit vers 1300 av. J.-C..

## Deux vagues établies de migration juive
Il est probable que la plus ancienne communauté judaïque se soit établie dans le Caucase géorgien à la suite de la prise de Jérusalem par le roi babylonien Nabuchodonosor II (586 av. J.-C.) : des Juifs établirent une implantation tributaire de la seigneurie (mamasakhlissat) de Mtskhéta dans la vallée de l'Aragvi, avant de rejoindre le royaume d'Ibérie en 299 av. J.-C.
La seconde vague d'immigration judéenne dans le Caucase daterait du Ier siècle, après la destruction de Jérusalem par l’Empire romain en 70 sous le règne de Vespasien.
Parmi les premiers missionnaires chrétiens au début du IVe siècle, un Juif est mentionné, Eviatar ou Abiatar (en) d'Ourbnissi, ainsi que sa sœur Sidonie. Tous deux ont été sanctifiés par l'Église orthodoxe géorgienne, entourés de la célèbre légende du transfert en Géorgie de la Sainte Tunique du Christ. Mention est également faite de Salomée, juive qui a écrit la vie de Nino de Cappadoce qui baptisa des Géorgiens.

## Le Moyen-Âge
Les Juifs géorgiens connaissent l'invasion de la Géorgie orientale par les Arabes et l'établissement d'un « émirat de Tiflis », du VIIe siècle jusqu'à 1122, année de la reprise de la capitale géorgienne par les troupes du roi David IV le Reconstructeur : devenus des dhimmis, ce fut pour eux une période délicate au cours de laquelle est mentionné pour la première fois leur propre dialecte, le kivrouli ou judéo-géorgien.
Aucune donnée vérifiable n'étaye la légende de la conversion de l'ensemble des Khazars au judaïsme, mais au IXe siècle la Géorgie était bordée à l'est et au nord par le royaume khazar, dont on sait qu'une élite (initialement tengriste) adopta le judaïsme. Des contacts entre Khazars et Juifs de Géorgie ont pu se nouer, mais faute de documents, on ne peut pas le prouver. On sait en revanche qu'au milieu du Xe siècle le lettré juif andalou Hasdaï ibn Shaprut voulut envoyer sa fameuse lettre à « Joseph, le roi des Khazars », par la Géorgie. Ce lien posible mais incertain entre Juifs de Géorgie et Khazars reste un thème romanesque au début du XXIe siècle.
Une période d'accalmie suit : « Les mêmes légendes racontent qu’un grand commerçant de Tbilissi, Zankan de Zorobabel, que certains savants géorgiens considèrent juif, avait été envoyé par la cour royale géorgienne, chercher un fiancé pour la reine Tamar de Géorgie. Ces témoignages historiques démontrent les droits dont les Juifs jouissaient dans la Géorgie de l’époque. […] Les chartes des siècles ultérieurs, qui définiront le statut juridique des Juifs géorgiens, ne contiendront pas de traces de discrimination religieuse, sociale, politique ou autres à leur égard » ».
Après l'invasion du pays par les Mongols, puis par les Turcs, et enfin par les Perses, les Juifs géorgiens s'installent progressivement vers les rives de la Mer Noire, par exemple à Batoumi, Kobouleti, Poti ou Soukhoumi, devenant, dans l'Empire ottoman, l'une des « nations tolérées ». Certains se convertissent à l'islam.

## Les siècles contemporains

### La période de l'Empire russe
Au XIXe siècle la Géorgie devient une possession de l'Empire russe et une population ashkénaze, culturellement différente et parlant yiddish, s'y installe, venue de la « zone de résidence ». À cette époque, en Russie, des pogroms ont lieu, et « il faut souligner l’attitude critique des écrivains géorgiens (Ilia Tchavtchavadzé, David Kldiachvili, Mikheil Djavakhicvili) et de l’opinion publique géorgienne envers les persécutions des Juifs et envers l’antisémitisme déchaîné qui avaient lieu en Russie ».

### La période de l'indépendance de la Géorgie
Durant la courte période de la restauration de l’indépendance de la Géorgie, la liberté de culte est institutionnalisée, le Parlement et le gouvernement comportent des représentants de la communauté juive,.

### La période soviétique
Avec l’instauration du régime soviétique par l’Armée rouge, la politique change dans toute l'URSS comme en république socialiste soviétique de Géorgie (1921-1991) : d'une part la fin des discriminations impériales ouvre l'« ascenseur social » soviétique aux Juifs comme aux autres citoyens, mais d'autre part l'athéisme officiel et la lutte contre les religions sévissent, surtout à la veille de la Seconde Guerre mondiale et durant les années 1950.
Dès qu’ils en ont la possibilité, les Juifs géorgiens engagent la lutte pour la liberté de leurs croyances et de leur culture : le 6 août 1969, dix-huit d'entre eux adressent une lettre aux Nations unies pour demander le droit d'aller vivre en Israël, en 1971 plusieurs groupes d'entre eux manifestent devant les locaux du gouvernement à Moscou, qui leur refusait obstinément la délivrance d'un passeport. Cette détermination, relayée par la communauté internationale, entraîne un assouplissement de la politique soviétique visant à enrayer la « fuite des cerveaux » : la décennie voit les premiers migrants partir vers Israël, les États-Unis ou l'Europe occidentale, souvent contre paiement de taxes d’expatriation au prorata du niveau d'études atteint. Entre 1979 et 1989, la population juive de la Géorgie baisse de 4 000 personnes.

### La période postérieure au retour à l'indépendance
À partir de 1991, le rideau de fer s'ouvre, les frontières s'ouvrent, la liberté d'opinion, d'expression et de culte est rétablie, mais en même temps la guerre civile ravage la Géorgie et les difficultés économiques s'aggravent : ces causes, ajoutées à l'appel du retour vers Israël, entraînent une émigration massive des Juifs de Géorgie.
En 1994, un accord est signé entre le Rabbinat de Géorgie et la présidence de la république de Géorgie : il garantit des moyens pour la conservation de la culture, de l'histoire et de la langue judéo-géorgienne.
En 1998, une cérémonie marque le 2600e anniversaire de la présence juive en Géorgie. Le rabbin David Baazov déclare : « Frères, je viens d’un pays où les Juifs sont établis depuis 2600 ans. Ils n’y ont jamais été ni persécutés ni massacrés ».

### LeXXIesiècle
En 2004, la révolution des Roses poursuit cette politique, à l'inverse de celle pratiquée par les régions séparatistes d'Abkhazie et d'Ossétie du Sud-Alanie : le dernier quartier juif de Tskhinvali est complètement détruit durant la Bataille de Tskhinvali lors de la Deuxième guerre d'Ossétie du Sud en août 2008 et ne semble pas pouvoir être reconstruit. Le Parlement géorgien comporte régulièrement des représentants de la communauté juive, et plusieurs d'entre eux se sont succédé au gouvernement, dont un ministre de retour d'Israël.
En 2016, la population juive de Géorgie est inférieure à 10 000 personnes. Elle est de l'ordre de 5 000 à Tbilissi et d'une centaine à Gori. Elle est de quelques dizaines de personnes (mais qui évitent de se déclarer juives aux recensements) dans d'autres villes comme Akhaltsikhé, Batoumi, Kareli, Koulachi, Koutaïssi, Oni, Poti, Sourami ou Vani, lieux historiques et de rénovation de synagogues grâce aux dons provenant d'Israël. La liturgie ne peut y être régulièrement pratiquée faute de quorum, et des Israéliens d'origine géorgienne s'y rendent lors des grands évènements de la religion juive afin de les faire revivre. Tbilissi compte deux synagogues, la première construite à la fin du XIXe siècle en briques par les Juifs d'Akhaltsikhé selon une architecture traditionnelle, et une seconde plus moderne. Le rituel en hébreu est parfois complété en langue géorgienne et enrichi de chants polyphoniques.
La communauté juive de Géorgie bénéficie du soutien financier des Juifs géorgiens émigrés à partir des années 1990, pour l'essentiel en Israël (une centaine de milliers, principalement à Lod et Ashdod), mais aussi à New York (quelques milliers), Anvers (environ 1 500), Vienne (environ 1 000), voire Paris (quelques centaines). Jusqu'à la pandémie de Covid-19, elle bénéficia aussi d'un afflux touristique en provenance de ces différents lieux : les émigrés et leur descendance souhaitent retrouver la terre de leurs ancêtres, au point que plusieurs agences de tourisme juives et de restaurants kasher ont ouvert à Tbilissi depuis 2014 . Le Congrès mondial des Juifs de Géorgie, dont le siège est à Tel Aviv-Jaffa, contribue à maintenir l'ensemble de ces liens.
Le 27 février 2018, le ministre de la culture de la république de Géorgie, Mikheil Giorgadzé, annonce au Conseil de l'Europe, que parmi les 4 routes de la culture choisies, figure the European Route of Jewish Heritage, avec la participation de la Maison d'Israël en Géorgie.